# バウアーファインド
バウアーファインド（Bauerfeind AG）は、ドイツのテューリンゲン州ツォイレンローダ＝トリーベス市に本社を置く医療機器メーカー。医療用装具、弾性ストッキング、足底板（インソール）製造の最大手。従業員数は全世界で約2000人（ドイツ本社および生産工場に約800人）。2010年の売上はおよそ250百万ユーロ。

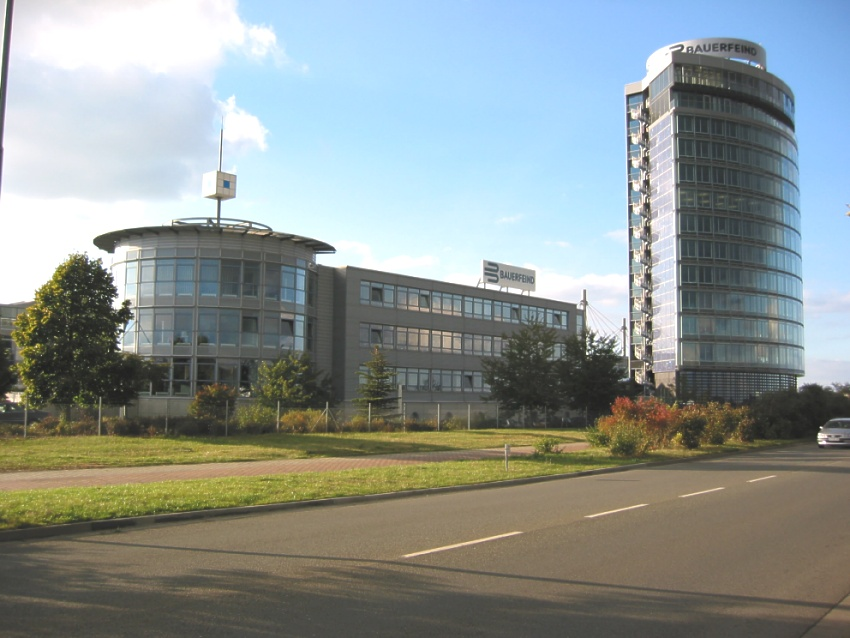
バウアーファインド本社タワー

## 製品
主力製品の軟性装具（サポーター）は、フラットニット製法により各部位への適合性が極めて高い。患部関節の過剰な固定をせずに可動域を維持・安定化させて治療を促す製品が多い。
リンパ浮腫や下肢静脈瘤の予防や治療を目的とした弾性ストッキングは、そのデザイン性と耐久性の高さからヨーロッパにおける圧倒的な支持を得ている。また、足底板（インソール）の開発・製造も行っており、一般ユーザーからトップアスリートまで幅広い支持を得ている。さらに、独自の計測システムを開発し、これら各製品の適合性を検証し各固体に合わせカスタマイズする仕組みも構築している。

## 概要
ブルーノ＝バウアーファインド（Bruno Bauerfeind）により1929年に創業以来、家族経営を貫き株式上場していない。創業当初は医療用ゴム製ストッキングの製造に注力していたが、冷戦下に入ると2代目のルドルフ＝バウアーファインド（Rudolf Bauerfeind）は、本社と工場を西ドイツのケンペン（Kempen）に移転した。その後1991年に東西ドイツが統一されると3代目のハンス＝バウアーファインド（Hans Bauerfeind）は本社と工場を再びツォイレンローダ＝トリーベス市に戻し、およそ1億ユーロを投じて新型の生産設備や研究開発施設、本社タワーを建設した。その後、整形外科靴の老舗ベルケマン（Berkemann）を買収・子会社化し、本社に程近いビオシーホテル（BioSeehotel）を所有するなど多角的な事業展開を図っている。

## 国際展開
既にヨーロッパの主要国や米国、シンガポールなどにて現地法人を設立し国際展開を進めている。また、約70企業と代理店契約を結び、世界市場への流通体制を確立している。日本では、(株)パシフィックサプライや(株)フクイ、アイエヌティー（株）、HIH（エイチアイエイチ）といった義肢装具や福祉機器、医療機器を主に取り扱う代理店を通して流通している。また本物志向の高まりから、弾性ストッキングや足底板（インソール）の流通も加速している。2004年のシドニーオリンピックからドイツチームの公式パートナーとして、スタッフや製品を現地に送り込んでいたが、2010年のバンクーバーオリンピックからはドイツ以外の選手への製品提供を開始し、2012年のロンドンオリンピック・パラリンピック、次いで2014年のソチオリンピック・パラリンピック、さらに2016年のリオデジャネイロオリンピック・パラリンピックでは、医療装具類の公式サプライヤーとして参加全選手を対象に製品・サービスの提供を行い、コンディショニングの無償サポートを行っている。
また、米国NBAや独ブンデスリーガなど、各スポーツのトップリーグで活躍する著名選手がバウアーファインド製品を愛用している。